# Cañada Rosal
Cañada Rosal là một đô thị ở tỉnh Sevilla, Tây Ban Nha. Theo điều tra dân số của Viện thống kê quốc gia Tây Ban Nha năm 2005, đô thị này có dân số 3085 người.